# Sollé (département)

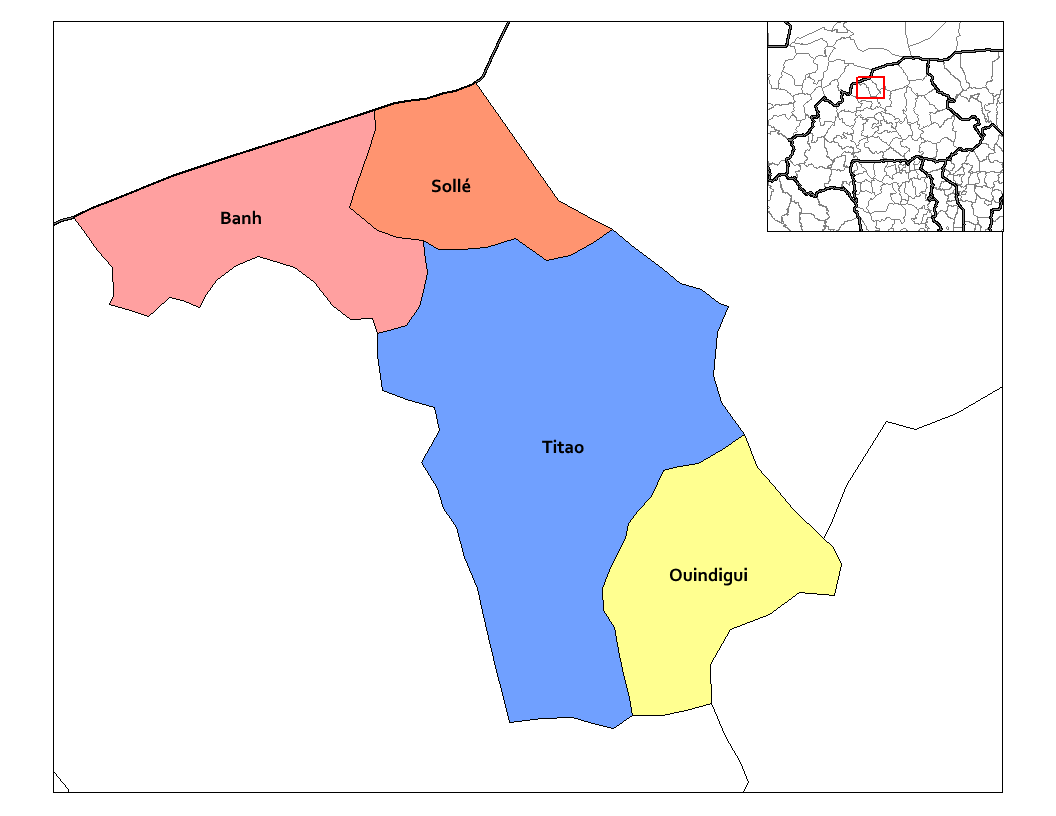
Localisation des départements de la province du Loroum.

Sollé est un département et une commune rurale de la province du Loroum, situé dans la région du Nord au Burkina Faso et frontalier avec le Mali.

## Géographie

### Démographie
- En 2006, le département comptait 17 526 habitants recensés[1].

## Administration

### Villages
Le département et la commune rurale de Sollé est administrativement composé de seize villages, dont le village chef-lieu :
- Bargo
- Béguentigué
- Dambatao
- Déré
- Doungouma
- Kougri-Koulga
- Madougou
- Nassingré
- Pétanangué
- Samboulga
- Sollé-Foulbé
- Sollé-Mossi, chef-lieu
- Tataye
- Tibou
- Yergué
- Zanré